# Parco nazionale Aulavik
Il parco nazionale Aulavik (in inglese: Aulavik National Park) è un parco nazionale situato nei Territori del Nord-Ovest, in Canada.